# Зоолошки врт Гиза
Гиза Зоо је зоолошки врт у Гизи, Египат. То је једна од ретких зелених површина у граду, а обухвата највећи парк Гизе. Зоолошки врт покрива око 32 хектара, и дом је многим угроженим врстама, као и неким врстама ендемске флоре.
Ретке врсте се успешно узгајају у зоолошком врту - укључујући и првог калифорнијског морског лава који се родио на Блиском истоку 2002. године.

## Историја
Зоолошки врт је подигао хедив Исмаил и отворен 1. марта 1891. Изграђен је на око 50 федана (21 хектара) на тлу некадашњег харемског врта. Исмаил је увезао многе биљке из Индије, Африке и Јужне Америке, од којих дрво Баниан које је засађено око 1871. и даље може да се види. Оригиналних 180 птица и 78 других животиња које су се налазиле у зоолошком врту биле су узете из Исмаилове приватне колекције.
Касних 1870-их држава је преузела зоолошки врт као делимичну исплату Исмаилових дугова. У јануару 1890, харемска зграда је отворена као Природњачки музеј, и коришћена је све док се није отворио нови на тргу Тахрир 1902. Део вртовима са погледом на Нил продат је јавности за изградњу домова, али харемски врт остао је нетакнут.
Када је изграђен зоо врт, експонати са полу-природних станишта су сматрани пространим по европским стандардима. Колекција животиња нагласила је египатске врсте, а једно време тврдили су да поседују 20.000 примерака које представљају 400 врста, мада многи од њих могу бити птице селице. До средине двадесетог века, зоолошки врт се сматра једним од најбољих зоолошке вртове у свету, али је имао проблема да се адаптира на притиске раста у другој половини века како је људска популација у Каиру повећавана.
До краја Другог светског рата зоо врт тврдио да поседује 4.700 експоната, са укупно 700 сисара и 500 рептила. Ниво посетиоца са 43,567 1889. године порастао је на 223,525 до 1906. Године 2007. зоолошки врт био је домаћин скоро 3,4 милиона посетилаца.

## Објекти
Баште укључују путеве поплочане црним каменим заставама из Трста, пешачке стазе украшене плеблесом постављеним као мозаици, и језерце са мраморним острвом које је сада чајно острво.
Зоолошки врт такође укључује и висећи мост који је пројектовао Густав Ајфел која омогућава посетиоцима да виде животиње одозго. Овај мост је можда био први повишена површина за поглед на зивотиње у сваком зоолошком врту на свету.